# Schlankes Afrogelbholz
Schlankes Afrogelbholz (Afrocarpus gracilior) ist eine Pflanzenart aus der Gattung der Afrogelbhölzer (Afrocarpus) in der Familie der Steineibengewächse (Podocarpaceae). Sie kommt im nordöstlichen bis östlichen tropischen Afrika vor.

## Beschreibung

### Vegetative Merkmale
Das Schlanke Afrogelbholz wächst als immergrüner Baum und erreicht Wuchshöhen von bis über 30 Metern. Die Borke des Stammes ist glatt und purpurfarben. Die Blätter sind bis zu 5 Zentimeter lang und schlank.

### Generative Merkmale
Die Samen sind von einem Arillus umschlossen und denen der Art Gewöhnliches Afrogelbholz (Afrocarpus falcatus) ähnlich, aber im reifen Zustand ist das Epimatium rot-braun.

## Vorkommen
Afrocarpus gracilior kommt im nordöstlichen bis östlichen tropischen Afrika in Äthiopien, in Kenia, Tansania, Uganda und vielleicht im Sudan vor. Sie gedeiht in höhergelegenen Wäldern.

## Systematik
Die Erstbeschreibung erfolgte 1903 durch den deutschen Botaniker Robert Knud Friedrich Pilger in Adolf Englers Werk Das Pflanzenreich, 4, 5, Heft 18, Seite 71. David John de Laubenfels ordnete diese Art 1969 unter dem Namen Decussocarpus gracilior in Journal of the Arnold Arboretum, Volume 50, Seite 359 der Gattung Decussocarpus zu. Der Botaniker Christopher Nigel Page stellte diese Art 1988 in Notes from the Royal Botanic Garden, Edinburgh, Volume 45, Seite 383 unter dem akzeptierten Namen Afrocarpus gracilior in die Gattung Afrocarpus.